# Нейс

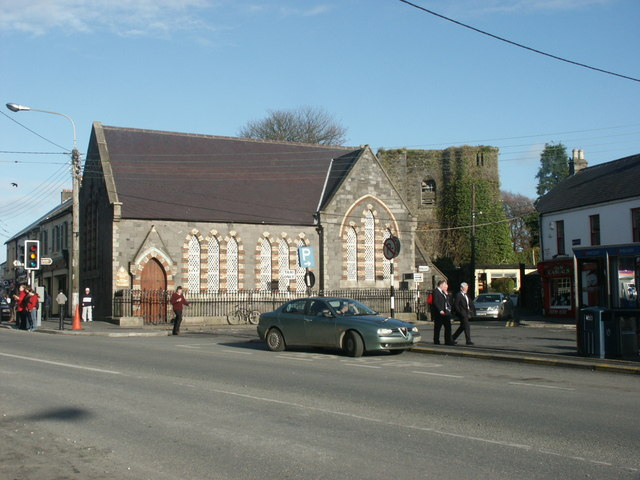
Пресвитерианская церковь

Нейс (англ. Naas [ˈneɪs]; ирл. Nás na Ríogh (Нас-на-Ри) ['nɑːs.nə.'riː] или ирл. An Nás (Ан-Нас) [ən.'nɑːs]) — (малый) город в Ирландии, административный центр графства Килдэр (провинция Ленстер), а также его крупнейший город.

## История
Ирландское название города — Nás na Ríogh — буквально переводится как «Место встречи королей». Это связано с тем, что ещё до прихода викингов здесь собирались ирландские князья. После нормандского завоевания в городе иногда проходили собрания ирландского парламента. Значительную часть первоначального населения города составляли камбро-норманны из Уэльса, так что главный собор города был посвящён святому Давиду Валлийскому.

## Демография
Население — 20 044 человека (по переписи 2006 года). В 2002 году население составляло 18 288.
Данные переписи 2006 года:
| Общие демографические показатели |               |                               |                               |       |      |
| Всё население                    | Всё население | Изменения населения 2002—2006 | Изменения населения 2002—2006 | 2006  | 2006 |
| 2002                             | 2006          | чел.                          | %                             | муж.  | жен. |
| 18 288                           | 20 044        | 1756                          | 9,6                           | 10212 | 9832 |

В нижеприводимых таблицах сумма всех ответов (столбец «сумма»), как правило, меньше общего населения населённого пункта (столбец «2006»).
| Религия (Тема 2 — 5 : Число людей по религиям, 2006) |             |                |             |            |        |        |
| Католики, чел.                                       | Католики, % | Другая религия | Без религии | не указано | сумма  | 2006   |
| 17 381                                               | 86,7        | 1371           | 776         | 516        | 20 044 | 20 044 |

| Этно-расовый состав (Этничность. Тема 2 — 3 : Постоянное население по этническому или культурному происхождению, 2006) |            |              |       |        |        |            |        |        |
| Белые ирландцы | Лухт-шулта | Другие белые | Негры | Азиаты | Другие | Не указано | сумма  | 2006   |
| 15 546 | 15         | 2582         | 280   | 336    | 435    | 573        | 19 767 | 20 044 |
| Доля от всех отвечавших на вопрос, %                                                                                   |            |              |       |        |        |            |        |        |
| 78,6 | 0,1        | 13,1         | 1,4   | 1,7    | 2,2    | 2,9        | 100    | 98,61  |

1 — доля отвечавших на вопрос о языке от всего населения.
| Владение ирландским языком (Тема 3 — 1 : Число людей от 3 лет и старше по способности говорить по-ирландски, 2006) |        |            |        |        |
| Владеете ли Вы ирландским языком?                                                                                  |        |            |        |        |
| Да | Нет    | Не указано | сумма  | 2006   |
| 7530 | 10 839 | 677        | 19 046 | 20 044 |
| Доля от всех отвечавших на вопрос о языке, %                                                                       |        |            |        |        |
| 39,5 | 56,9   | 3,6        | 100    | 95,01  |

1 — доля отвечавших на вопрос о языке от всего населения.
| Использование ирландского языка (Тема 3 — 2 : Говорящие по-ирландски от 3 лет и старше по частоте использования ирландского языка, 2006) |                                                            |                                               |                                               |                                               |                                               |                                               |       |                                     |        |
| Как часто и где Вы говорите по-ирландски?                                                                                                |                                                            |                                               |                                               |                                               |                                               |                                               |       |                                     |        |
| ежедневно, только в образовательных учреждениях                                                                                          | ежедневно, как в образовательных учреждениях, так и вне их | в других местах (вне образовательной системы) | в других местах (вне образовательной системы) | в других местах (вне образовательной системы) | в других местах (вне образовательной системы) | в других местах (вне образовательной системы) | сумма | всего, отвечавших на вопрос о языке | 2006   |
| ежедневно, только в образовательных учреждениях                                                                                          | ежедневно, как в образовательных учреждениях, так и вне их | ежедневно                                     | каждую неделю                                 | реже                                          | никогда                                       | не указано                                    | сумма | всего, отвечавших на вопрос о языке | 2006   |
| 2080 | 274                                                        | 210                                           | 416                                           | 2581                                          | 1877                                          | 92                                            | 7530  | 19 046                              | 20 044 |
| Доля от всех отвечавших на вопрос о языке, %                                                                                             |                                                            |                                               |                                               |                                               |                                               |                                               |       |                                     |        |
| 10,9 | 1,4                                                        | 1,1                                           | 2,2                                           | 13,6                                          | 9,9                                           | 0,5                                           | 39,5  | 100                                 |        |

| Типы частных жилищ (Тема 6 — 1(a) : Число частных домовладений по типу размещения, 2006) |          |         |                 |            |       |        |
| Отдельный дом                                                                            | Квартира | Комната | Переносные дома | не указано | сумма | 2006   |
| 5724                                                                                     | 585      | 36      | 4               | 157        | 6506  | 20 044 |